# Ull parietal

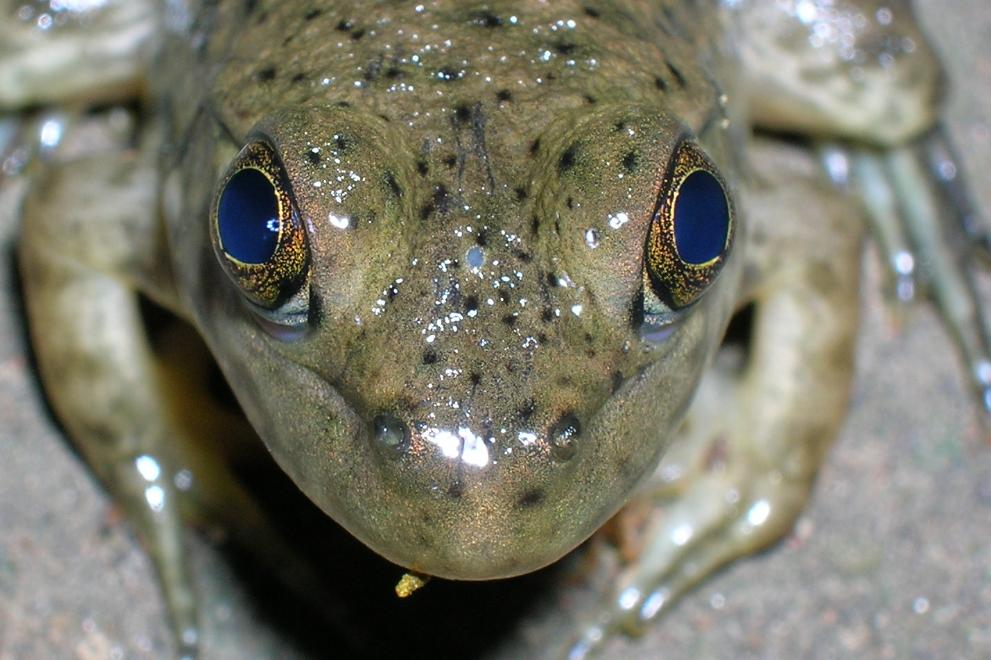
Ull parietal d'una granota toro (Rana catesbeianus) jove

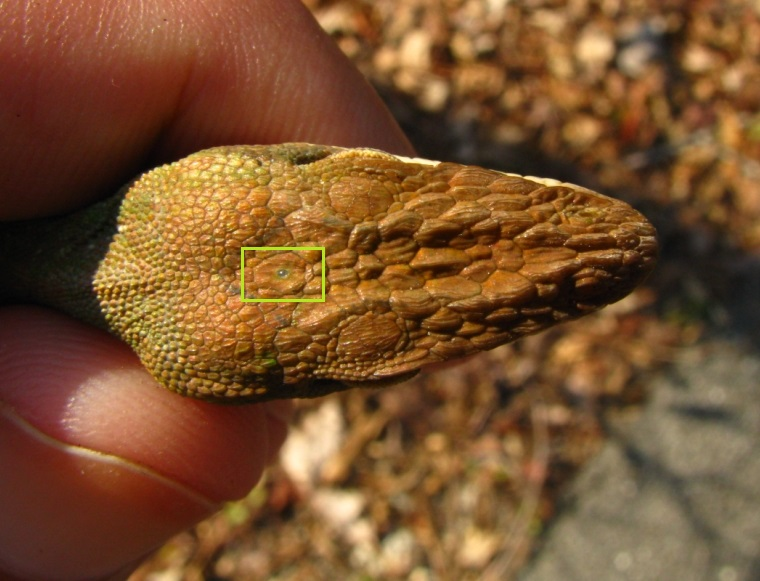
Anolis carolinensis adult en el qual es pot veure el seu ull parietal a la part superior del cap.

Un ull parietal o ull pineal, també conegut com a òrgan parietal o tercer ull, és una part de l'epitàlem present en algunes espècies animals. L'ull parietal pot ser fotoreceptor i normalment està associat amb la glàndula pineal, regulant el ritme circadiari i la producció hormonal per a la termoregulació.
La tuatara té un ull parietal desenvolupat, amb retina i cristal·lí. Els ulls parietals també es troben en sargantanes, granotes, gripaus i llamprees, així com en certs peixos com la tonyina i alguns taurons. Una versió menys desenvolupada, sovint anomenada glàndula paripineal, es troba a les salamandres. L'ull parietal no es troba ni en aus ni en mamífers.

## Fisiologia
L'ull parietal forma part de l'epitàlem, el qual està dividit en dues parts, l'epífisi (l'òrgan pineal o glàndula pineal) i l'òrgan parietal, també anomenat ull parietal o tercer ull si és fotoreceptor. Aquest sorgeix com una evaginació de l'òrgan pineal o com una arrel del diencèfal. En algunes espècies sobresurt a través del crani.
L'ull parietal usa un mètode diferent al dels bastons i cons per captar la llum.